# Чемпионат Латвии по мини-футболу 2019/2020
Чемпиона́т Вы́сшей ли́ги Ла́твии по ми́ни-футбо́лу 2019/2020 (латыш. 2019.—2020. gada Virslīgas telpu futbola čempionāts) — 23-й розыгрыш чемпионата Латвии по мини-футболу, который проходил с 20 сентября 2019 года по 10 июля 2020 года.

## Влияниепандемии COVID-19
12 марта правительство Латвии объявило на всей территории государства чрезвычайную ситуацию с 12 марта по 14 апреля с целью ограничить распространение Covid-19 во время действия чрезвычайной ситуации. Позже чрезвычайная ситуация была продлена до 12 мая, затем − до 9 июня.
12 марта правление общества «Латвийская мини-футбольная ассоциация» (LTFA) на неопределённое время перенесло оставшиеся матчи плей-офф Высшей лиги. В полуфинальной серии между «Petrow» и «Локомотивом» было сыграно три матча, а между РАБА и «Екабпилс луши» − два.
10 июня правление LTFA проголосовало за возобновление сезона, также был утверждён санитарный протокол соревнований. Планируется, что до 1 июля матчи будут проходить без зрителей.

## Турнирная таблица
| М | Команда                | И  | В  | Н | П  | Мячи     | ±   | О  |
| - | ---------------------- | -- | -- | - | -- | -------- | --- | -- |
| 1 | Petrow (Рига)          | 14 | 11 | 2 | 1  | 75 − 30  | +45 | 35 |
| 2 | РАБА (Рига)            | 14 | 11 | 1 | 2  | 72 − 27  | +45 | 34 |
| 3 | Екабпилс луши/Ошукалнс | 14 | 8  | 2 | 4  | 63 − 46  | +17 | 26 |
| 4 | РСУ/Добеле             | 14 | 7  | 1 | 6  | 52 − 58  | −6  | 22 |
| 5 | Локомотив (Даугавпилс) | 14 | 5  | 3 | 6  | 69 − 59  | +10 | 18 |
| 6 | Тукумс 2000            | 14 | 4  | 1 | 9  | 46 − 66  | −20 | 13 |
| 7 | Резекне                | 14 | 4  | 1 | 9  | 43 − 51  | −8  | 13 |
| 8 | Саласпилс              | 14 | 0  | 1 | 13 | 39 − 122 | −83 | 1  |

И — игры, В — выигрыши, Н — ничьи, П — проигрыши, Мячи — забитые и пропущенные голы, ± — разница голов, О — очки

- «Тукумс 2000» опережает «Резекне» по результатам личных встреч (4:2 и 3:1).

## Плей-офф

### Четвертьфинал
| Пара | Команда                | Счёт | Команда     | 1-я игра | 2-я игра    | 3-я игра |
| ---- | ---------------------- | ---- | ----------- | -------- | ----------- | -------- |
| 1    | Petrow                 | 2—0  | Саласпилс   | 8:2      | 19:0        | —        |
| 2    | РАБА                   | 2—1  | Резекне     | 5:0      | 1:6         | 2:0      |
| 3    | Екабпилс луши/Ошукалнс | 2—1  | Тукумс 2000 | 7:1      | 5:6         | 4:1      |
| 4    | РСУ/Добеле             | 0—2  | Локомотив   | 2:6      | 4:5 (д. в.) | —        |

### Полуфинал
| Пара | Команда | Счёт | Команда                | 1-я игра    | 2-я игра    | 3-я игра | 4-я игра    |
| ---- | ------- | ---- | ---------------------- | ----------- | ----------- | -------- | ----------- |
| 1    | Petrow  | 3—1  | Локомотив              | 3:4 (д. в.) | 4:2 (д. в.) | 6:2      | 8:4         |
| 2    | РАБА    | 3—1  | Екабпилс луши/Ошукалнс | 6:2         | 4:6         | 8:3      | 4:3 (д. в.) |

### За 3-е место
|   | Команда                | Счёт | Команда   | 1-я игра | 2-я игра | 3-я игра |
| - | ---------------------- | ---- | --------- | -------- | -------- | -------- |
| 3 | Екабпилс луши/Ошукалнс | 2—1  | Локомотив | 1:2      | 6:3      | 3:1      |

### Финал
|   | Команда | Счёт | Команда | 1-я игра | 2-я игра    | 3-я игра |
| - | ------- | ---- | ------- | -------- | ----------- | -------- |
| 1 | Petrow  | 3—0  | РАБА    | 4:2      | 5:4 (д. в.) | 5:1      |